# Нехорошев, Василий Петрович
Васи́лий Петро́вич Нехоро́шев (14 октября 1893, Оренбург — 17 января 1977, Ленинград) — геолог, палеонтолог и стратиграф, доктор геолого-минералогических наук (1937), профессор. Научные интересы — региональная геология, реконструкция древних оледенений и полезные ископаемые Алтая, процессы карстообразования, тектоника и многое другое. Основоположник изучения в СССР фауны мшанок.

## Биография
Родился 2 (14) октября 1893 года в Оренбурге.
Начальное образование получил в реальном училище.
С 1912 года обучался в Горном институте в Санкт-Петербурге.
В период студенчества — участник экспедиции Геологического комитета.
Ученик Н. Н. Яковлева.
После преобразования Геологического комитета во Всесоюзный научно-исследовательский геологический институт работал в нём старшим научным сотрудником. Составил первую геологическую карту территории Алтая, открыв новые месторождения ископаемых.
Василий Петрович Нехорошев скончался в 1977 году в Ленинграде, похоронен на Шуваловском кладбище.

## Семья
Сын В. П. Нехорошева, Георгий Васильевич Нехорошев (1927—1999) — советский геолог, кандидат геолого-минералогических наук.
Дочь В. П. Нехорошева — Людмила Васильевна Нехорошева (14 октября 1930 г.) советский геолог-палеонтолог, кандидат геолого-минералогических наук.

## Награды и звания
- 1945 — Заслуженный деятель науки Казахской ССР

## Основные работы
- «Хребет Саур» (1941)
- «Геология Алтая» (1958)
- «Ордовикские и силурийские мшанки Сибирской платформы» (1961)